# Paracollyria carinifrons
Paracollyria carinifrons är en stekelart som beskrevs av Cameron 1911. Paracollyria carinifrons ingår i släktet Paracollyria och familjen brokparasitsteklar. Inga underarter finns listade i Catalogue of Life.